# Талалаевский район
Талала́евский райо́н (укр. Талалаївський район) — упразднённая административная единица на юго-востоке Черниговской области Украины. Административный центр — посёлок городского типа Талалаевка.

## География
Площадь 633 км².

## История
Район образован в 1933 году.
С 15 октября 1932 года[уточнить] либо с 1933 года(?) вошёл в новообразованную Черниговскую область в составе Украинской Советской Социалистической Республики.
10 января 1939 года Указом Президиума Верховного совета СССР район был из состава Черниговской области передан в новообразованную Сумскую область.
Упразднён 30 декабря 1962 года, восстановлен 8 декабря 1966 года.
17 июля 2020 года в результате административно-территориальной реформы район вошёл в состав Прилукского района.

## Демография
Население на 01.01.2006 г. — 15400 жителей., в том числе в городских условиях проживают около 5 тыс. Всего насчитывается 45 населенных пунктов.